# جورج واشنطن
جورج واشنطن (بالإنجليزية: George Washington) (22 فبراير 1732 - 14 ديسمبر 1799)، أول رئيس للولايات المتحدة (1789-1797)، والقائد العام للقوات المسلحة للجيش القاري أثناء الحرب الثورية الأمريكية، وأحد الآباء المؤسسين للولايات المتحدة، قاد التمرد الذي انتهى بإعلان انفصال الولايات المتحدة عن بريطانيا في 4 يوليو 1776، كما أنه ترأس الاتفاقية التي صاغت الدستور، الذي حل محل مواد الاتحاد الكونفدرالي، وأنشأ منصب الرئيس.

رسم تخيلي من الذكاء الاصطناعي لجورج واشنطن.

انتخب المجمع الانتخابي واشنطن رئيسا بالإجماع في 1788، وقد خدم ولايتين رئاسيتين، كما أشرف على إنشاء حكومة وطنية قوية ممولة جيداً، وقد حافظت حكومته على الحياد في الحروب المستعرة في أوروبا، وقمعت التمرد. وحظي بالقبول من جميع فئات الأمريكيين.
أنشأ جورج واشنطن أثناء قيادته العديد من سوابق الأعراف والتقاليد الحكومية التي لاتزال تستخدم منذ ذلك الحين، مثل نظام مجلس الوزراء ويوم القسم الرئاسي ولقب السيد الرئيس. وعلاوة على ذلك، أرسى مبدأ الانتقال السلمي من رئاسته لرئاسة جون آدامز وتقاعده بعد فترتين رئاسيتين وهو العرف الذي استمر حتى عام 1940 عندما انتخب فرانكلين روزفلت لثلاث فترات رئاسية حتى عاد هذا التقليد عام 1951 دستوريا في التعديل (22) للدستور الذي يحدد فترات الرئاسة بمدتين. وهذه التقاليد لا تزال متبعة في القرن الواحد والعشرين. وقد أشادت واشنطن به باعتباره «أب لبلاده» حتى خلال حياته. .
تلقّى واشنطن تدريبه العسكري الأوّل واستلم أُولى مهامّه القيادية في كتيبة فرجينيا خلال الحرب الفرنسية والهندية. انتُخب فيما بعد في مجلس بورغيسيس التشريعي واختِير نائبًا لفرجينيا في الكونغرس القاري، حيث عُيّن قائدًا أعلى للجيش القاري. قاد واشنطن القوات الأمريكية المتحالفة مع فرنسا عندما هزمت البريطانيين الذي استسلموا خلال حصار يوركتاون. استقال واشنطن من منصبه بعد معاهدة باريس في العام 1783.
أدّى واشنطن دورًا بارزًا في تبنّي والتصديق على الدستور وبعد ذلك انتُخب مرّتين رئيسًا للمجمع الانتخابي. أدار واشنطن حكومة وطنية قويّة مموّلة تمويلًا جيّدًا، وحافظ على الحياد خلال المنافسة الشرسة التي اندلعت بين أعضاء الحكومة توماس جفرسون وآليكساندر هاميلتون. خلال الثورة الفرنسية، أعلن عن تبنّي سياسة محايدة عند تصديقه على معاهدة جاي.  شكّل واشنطن سابقةً في منصب الرئيس، بما في ذلك لقب المهابة التي منحها «رئيس الولايات المتحدة»، ويُعتبر خطاب الوداع الذي كتبه كبيانٍ للجمهوريانيّة.
كان في حوزة واشنطن عدد من العبيد، ولكي يحافظ على الوحدة الوطنية، دعم الإجراءات التي أقرّها الكونغرس لحماية استملاك العبيد. بعد ذلك، سبّبت له فكرة العبودية الإزعاج، ووهب مستعبديه حريّتهم في وصيّته في العام 1799. إضافةً لذلك، سعى واشنطن إلى دمج السكان الأمريكيين الأصليين في الثقافة الأنجلو-أمريكية، ولكن لم يمنعه هذا مِن قتالهم خلال فترات الصراع المسلح. كان واشنطن عضوًا في الكنيسة الأنجليكانية والماسونيين الأحرار، وحرِص على منح طيفٍ واسعٍ مِن الحريات الدينية خلال فترة عمله في مناصبه العسكرية والمدنية، كجنرال وكرئيس. عند وفاته، جاء في تأبينه القولُ بأنّه: «كان الأول في وقت الحرب، والأول في وقت السِلم، والأول في قلوب مواطنيه». خُلِّدت ذكرى واشنطن عبر العديد من النصب التذكارية، والأعمال الفنية، وأسماء المواقع الجغرافية، والطوابع، والعملة النقدية مثل: عملة جورج واشنطن نصف نسر؛ ويصنّفه العديد من الباحثين واستطلاعات الرأي كأحد أعظم الرؤساء الأمريكان.

## حياته
ولد في ولاية فيرجينيا لأسرة تمتهن الزراعة كغالبية الشعب الأمريكي في تلك الحقبة. وبعد انتهائه من تعليمه التحق عام 1760 بالجيش الإنجليزي - الذي كان الأقوى آنذاك في أمريكا - وكان يأمل أن يتم نسيان أنه من أبناء أمريكا كي لا يتعرض في حياته العسكرية لأي مضايقات لأنه أمريكي. وعندما بلغ العشرين من عمره اندلعت الحرب الأنجلو-فرنسية (1778-1783) ،يوم لم تكن إنجلترا آنذاك في أحسن حالاتها، على عكس الفرنسيين الذين انهوا مشاكلهم في كندا وتحالفوا مع الهنود الحمر، وقعت المعركة في غرب أمريكا، فهزم الإنجليز وقتل قائدهم وبالتالي تولى جورج قيادة تلك المنطقة وقد انصرف الفرنسيون منتصرين تاركيه مع جيش ضعيف لم يكن يقدر على إصابتهم بضر، وتوجهوا إلى الشرق لمواجهة الإنجليز في أماكن أخرى وكانت الهزيمة للإنجليز في معظم المعارك حتى انحصروا حول نهر المسيسبي، وفي الغرب عند جورج ومر ما يقرب من 3 سنوات قام خلالها ملك إنجلترا بتجهيز جيش قوامه 20 ألف جندي نظامي و18 مدفع حصار ونزل ذلك الجيش وقام قائده بالاتصال بالهنود الحمر فمنهم من لزم الحياد ومنهم من انضم للإنجليز وقام الإنجليز بمهاجمة الفرنسيين الذين كانوا يملكون جيشا قوامه 8 آلاف جندي فلم يمض كثير من الوقت حتى انتصر الإنجليز وصارت أمريكا الشمالية كلها تابعة للتاج البريطاني فكثر الظلم على أبناء أمريكا وخصوصا السود وفرضت الضرائب الباهظة، في ذلك الوقت كان جورج واشنطن القائد الفعلي للأمريكان فقاد ثورة التحرير، ثم اختير عام 1775م قائدًا لهذا الجيش ليخوض به حروبا عنيفة انتهت بعد ست سنوات. كما شارك فيما يعرف بالحرب الفرنسية الهندية. كان ناجحًا جدًا في عمله الذي كان القائد الأعلى في الجيشِ القاريِ في الحرب الانفصالية الأمريكية من 1775 إلى 1783 منها قيادته حملة نيويورك ونيو جيرسي ولاحقًا كان رئيس الولايات المتحدة الأمريكية. معظم الأقاويل والكتب تقول أنه انتخب مرتين في 1789 وفي 1797. يقول المؤرخون أنه عمل أولًا كضابط أثناء الحرب الفرنسية الهندية وثانيًا كزعيم المقاومة الشعبية الاستعمارية التي تدعم الإمبراطورية البريطانية. بعد قيادة النصر الأمريكي في الحرب الثورية، رفض قيادة النظام العسكري (مع هذا دفعه البعض لعمل ذلك) عاد إلى الحياة المدنية في جبل فيرنون.
في 1787 ترأس الاتفاقية الدستوريةَ التي صاغت الدستور الأمريكي الحالي، وفي 1789 انتخبه الأمريكيون أول رئيس للولايات المتحدة الأمريكية، لقد وضع واشنطون الكثير من السياساتِ والتقاليد التي لاتزال حتى الآن موجودة، بسبب دورِه المحوري في تأسيس الولايات المتحدة، مدينة واشنطن تطلق عليه في أغلب الأحيان اسم (أبّ البلاد).
يصنفه العلماء مع أبراهام لينكون من بين أعظم الرؤساء الأمريكيين. اعتمد سياسة التحرش ببريطانيا وعدم خوض مواجهات كبيرة ومباشرة، كما استعان بفرنسا لطرد الإنجليز من كورنوليز في مدينة يورك.
استمر في جهوده الرامية إلى إقرار النظام الفدرالي بين الولايات الأمريكية حتى تكللت في النهاية بعقد مؤتمر دستوري في فيلادلفيا عام 1787. وبعد إقرار الدستور في مؤتمر فيلادلفيا إنتخبته الهيئة الانتخابية بالإجماع رئيسًا للولايات المتحدة ليبدأ حكم دولة مقدر لها أن تكون أكبر قوة في العالم. أدى أول قسم دستوري في تاريخ الولايات المتحدة في شرفة مبنى مجلس الشيوخ يوم 30 أبريل 1789 ليحكم أميركا لفترتين متتاليتين من 1789 – 1797.
تميز باحترامه العميق لقرارات الكونغرس، إذ لم يسع لتجاوز صلاحيات الكونغرس الدستورية. وعمل على تحييد أمريكا وعدم إقحامها في الصراع الدائر بين بريطانيا وفرنسا، ورفض الأخذ بآراء العديد من وزرائه في التحيز لإحدى الدولتين. وقبل أن تنتهي السنة الثالثة بعد نهاية فترة رئاسته الثانية أصيب بمرض توفي على إثره في 14 ديسمبر 1799.

### العبودية
كانت العبودية راسخة في النسيج الاقتصادي والاجتماعي لفيرجينيا في زمن جورج واشنطن؛ وكانت قانونية في جميع المستعمرات الثلاثة عشر قبل الثورة الأمريكية.
امتلك واشنطن الأمريكيين الأفارقة المستعبدين، وعاش وعمل في زمنه أكثر من 577 عبدًا في ماونت فيرنون. جمع واشنطن هؤلاء العبيد من خلال الميراث، وحصل على 84 عبدًا انتقلوا إليه من مهر زواجه من مارثا، واشترى أكثر من 71 عبدًا بين عامي 1752 و1773. لم تكن آرائه المبكرة حول العبودية مختلفة عن أي مزارع فيرجيني في ذلك الوقت. تطورت مواقفه بشكل بطيء منذ ستينيات القرن الثامن عشر. أُثيرت الشكوك الأولى بانتقاله من التبغ إلى محاصيل الحبوب، مما ترك له فائضًا مكلفًا من العبيد، فدفعه ذلك إلى التشكيك في كفاءة النظام الاقتصادية. تأثرت خيبة أمله المتزايدة من المؤسسة بمبادئ الثورة الأمريكية والأصدقاء الثوريين مثل لافاييت وهاملتون. يتفق معظم المؤرخين على أن الثورة كانت أساسية لتطور مواقف واشنطن بشأن العبودية. كتب كينيث مورغان، «بعد عام 1783»، «بدأ واشنطن في التعبير عن التوترات الداخلية حول مشكلة العبودية بشكل متكرر، حتى ولو كان تعبيره دائمًا بشكل سري».
تنوعت وتضاربت العديد من التقارير المعاصرة عن معاملة العبيد في ماونت فيرنون. يؤكد المؤرخ كينيث مورغان (2000) أن واشنطن اقتصد في الإنفاق على عبيده بما يخص الملابس ومستلزمات النوم، ووفر لهم الطعام بشكل محدود، وحافظ بذلك على رقابة صارمة على عبيده، وأصدر تعليماته لمشرفيه لإبقائهم يعملون بجد منذ الفجر حتى الغسق على مدار العام. قالت المؤرخة دوروثي توهيغ (2001): «يبدو أن الطعام والملبس والمسكن كانوا كافيين على الأقل». واجه واشنطن ديونًا متزايدة مرتبطة بتكاليف دعم العبيد. امتلك واشنطن «إحساسًا راسخًا بالتفوق العنصري» تجاه الأمريكيين من أصل أفريقي، ولكن لم يكن لديه أي مشاعر سيئة تجاههم. عملت بعض العائلات المستعبدة في مواقع مختلفة في الزراعة، وسُمح لهم بزيارة بعضهم في أيام إجازتهم. حصل عبيد واشنطن على ساعتين من الراحة لتناول وجبات الطعام أثناء يوم العمل، ومُنِحوا إجازة في أيام الأحد والأعياد الدينية.
ذكرت بعض الروايات معارضة واشنطن للجلد ولكن السماح باستخدامه في بعض الأحيان كحل أخير على كل من الرجال والنساء العبيد. استخدم واشنطن كلًا من المكافأة والعقاب لتشجيع الانضباط والإنتاجية في عبيده. حاول واشنطن مناشدة إحساس الفرد بالفخر، وأعطى بطانيات وملابس أفضل للعبد «الأكثر استحقاقًا»، وحفز عبيده بالمكافآت النقدية. اعتقد أن «الحذر والتيقظ» رادعين أفضل أحيانًا ضد التجاوزات، ولكنه سيعاقب أولئك الذين «لن يؤدوا واجبهم بأساليب عادلة». تراوحت العقوبة في شدتها من خفض الرتبة إلى العمل الميداني، من خلال الجلد والضرب، إلى الابتعاد الدائم عن الأصدقاء والعائلة عن طريق البيع. أكد المؤرخ رون تشيرنو على مطالبة المشرفين بتحذير العبيد قبل اللجوء إلى الجلد، والحاجة إلى إذن كتابي من واشنطن قبل الجلد، وذلك على الرغم من أن غياباته الطويلة لم تسمح دائمًا بذلك. استمر واشنطن في الاعتماد على عمل العبيد في مزارعه، وتفاوض على شراء المزيد من العبيد في عامي 1786 و1787.
جلب واشنطن عائلته والعديد من عبيده معه إلى العاصمة الفيدرالية خلال فترة رئاسته. أرسل الرئيس الموظفين العبيد في منزله بشكل دوري للتناوب بين العاصمة وماونت فيرنون، وذلك عندما انتقلت العاصمة من مدينة نيويورك إلى فيلادلفيا في عام 1791. تعمد واشنطن ذلك للتحايل على قانون بنسلفانيا لإلغاء العبودية، والذي حرر تلقائيًا وبشكل جزئي أي عبد انتقل إلى الولاية وعاش هناك لأكثر من ستة أشهر. هربت المرأة ااتي كانت المرافقة الشخصية والمفضلة لمارثا، والتي تُدعى أوني جادج (أونا)، إلى بورتسموث في مايو عام 1796. حاول واشنطن القبض على أونا بناءً على طلب مارثا، بمساعدة من وكيل وزارة الخزانة، ولكنه فشل في إيجادها. هرب العبد الشخصي لواشنطن والمدعو هيركيولز إلى فيلادلفيا في فبراير 1797، ولم يُعثر عليه مطلقًا.
أجرى واشنطن إحصاءً لسكان ماونت فيرنون في فبراير عام 1786 وسجل 224 عبدًا. بلغ عدد العبيد في ماونت فيرنون 317 بحلول عام 1799 من بينهم 143 طفلًا. امتلك واشنطن 124 عبدًا، واستأجر 40، واحتجز 153 من أجل مهر زوجته. دعم واشنطن العديد من العبيد الذين كانوا صغارًا أو كبارًا في السن، مما أدى إلى زيادة عدد العبيد في ماونت فيرنون بشكل كبير والتسبب في خسارة المزرعة.

### الإبطالية والإعتاق
ذكرت رسائل واشنطن، ومذكراته، ووثائقه، وروايات زملائه، وموظفيه، وأصدقائه، وزواره بأنه طور تعاطفًا حذرًا وبطيئًا تجاه الإبطالية (إلغاء العبودية)، والذي انتهى بإعتاق عبيده بإرادته بعد وفاته. لم يعطي واشنطن رأيًا عامًا بشأن موضوع العبودية خلال فترة رئاسته، واعتقد أنها قضية خلافية على المستوى الوطني ويمكن أن تدمر الاتحاد.
بدأ واشنطن خلال الحرب الثورية الأمريكية بتغيير وجهات نظره حول العبودية. أرسل رسالة إلى لوند واشنطن في عام 1778، وأوضح فيها رغبته في «التخلي عن الزنوج» عند مناقشة مبادلة العبيد بالأرض التي يريد شرائها. أعلن واشنطن في العام التالي عن نيته في عدم فصل العائلات المستعبدة بسبب «تغيير المالكين». أعرب أيضًا خلال ثمانينيات القرن الثامن عشر بشكل خاص عن دعمه للتحرر التدريجي للعبيد. قدم دعمًا معنويًا لخطة اقترحها لافاييت لشراء الأرض والعبيد الأحرار للعمل عليها بين عامي 1783 و1786، ولكنه رفض المشاركة في تلك التجربة. أعرب واشنطن بشكل خاص عن دعمه لتحرير الميثوديين البارزين، توماس كوك وفرانسيس أسبري، في عام 1785، ولكنه رفض التوقيع على طلبهم. أوضح واشنطن في مراسلات شخصية في العام التالي رغبته في توقف مؤسسة العبودية بعملية تشريعية تدريجية، وهي وجهة نظر مرتبطة بالأدبيات السائدة المناهضة للعبودية التي نُشرت في ثمانينيات القرن الثامن عشر والتي امتلكها واشنطن. خفّض واشنطن كمية العبيد التي كان يشتريها بشكل كبير بعد الحرب، ولكنه استمر في شرائهم بأعداد صغيرة.
رفض واشنطن في عام 1788 اقتراح أحد أبرز المدافعين عن إلغاء عقوبة الإعدام، جاك بريسو، لتأسيس مجتمع إلغاء عقوبة الإعدام في فيرجينيا، وأشار إلى أن الوقت لم يكن مناسبًا بعد لمواجهة هذه القضية على الرغم من دعمه للفكرة. يعتقد المؤرخ هنري وينسك (2003)، بناءً على ملاحظة ظهرت في دفتر كاتب سيرته الذاتية ديفيد همفريز، أن واشنطن فكر في إصدار بيان عام بتحرير عبيده عشية رئاسته في عام 1789. اختلف المؤرخ فيليب د. مورغان (2005) مع ذلك، واعتقد أن الملاحظة كانت «تعبيرًا خاصًا عن الندم» على عدم قدرته على تحرير عبيده. يتفق مؤرخون آخرون مع مورغان على تصميم واشنطن حينها على عدم المخاطرة بالوحدة الوطنية بشأن قضية مثيرة للانقسام مثل العبودية. لم يستجب واشنطن أبدًا لأي من طلبات مناهضة العبودية التي تلقاها، ولم يُذكر الموضوع في خطابه الأخير إلى الكونغرس أو في خطاب الوداع.
ظهر أول مؤشر واضح على نية واشنطن الجادة لتحرير عبيده في رسالة كتبها إلى سكرتيرته توبياس لير، في عام 1794. أمر واشنطن لير بالعثور على مشترين لأرضه في فرجينيا الغربية، موضحًا ذلك في مذكرة خاصة قائلًا: «لتحرير نوع معين من الممتلكات التي أمتلكها، بشكل مثير للاشمئزاز لمشاعري». لم تنجح الخطة، بالإضافة إلى الخطة الأخرى التي اعتبرها واشنطن في عامي 1795 و1796، بسبب الفشل في العثور على مشترين لأرضه، وإحجامه عن تفكيك أسر العبيد، ورفض ورثة كوستيس التي تساعد في منع مثل هذه الانفصال عن طريق تحرير العبيد المنتقلين عبر مهر الزواج في نفس الوقت.
أنهى واشنطن كتابة وصيته الأخيرة في 9 يوليو عام 1799، والتي كانت أطول نص يتعلق بالعبيد. حُرِّر جميع عبيده بعد وفاة زوجته مارثا، وقالت إنه لم يطلق سراحهما على الفور بسبب زواج عبيده من العبيد المنتقلين من المهر. نهى واشنطن بيع العبيد أو نقلهم خارج ولاية فرجينيا. نصت وصيته على رعاية المحررين الكبار والصغار إلى أجل غير مسمى، إذ كان من المقرر تعليم الصغار القراءة والكتابة ووضعهم في وظائف مناسبة. حرر واشنطن أكثر من 160 عبدًا، من بينهم 25 عبدًا، سد بهم شقيق زوجته ديونه له، وحُرِّروا بالتدريج. كان واشنطن من بين القلة الفرجينيين المالكين للعبيد الذين حرروا عبيدهم خلال الحقبة الثورية.
وقعت مارثا واشنطن في الأول يناير عام 1801، بعد عام واحد من وفاة جورج واشنطن، أمرًا لتحرير عبيده. تردد الكثير منهم، الذين لم يخرجوا أبدًا عن ماونت فيرنون، في تجربة حظهم في مكان آخر، ورفض آخرون التخلي عن أزواجهم أو أطفالهم الذين ما زالوا محتجزين كعبيد (ملكية كوستيس)، وبقوا بجانب مارثا. نصت تعليمات جورج واشنطن في وصيته على استخدام الأموال لإطعام وإكساء العبيد الصغار والمسنين والعجزة حتى أوائل ثلاثينيات القرن التاسع عشر.

## أهم قراراته الرئاسية
- واشنطن ترشح لولاية ثانية. ورفض ترشيح نفسه لفترة ثالثة، وضع السياسة العرفية لمدة أقصاها ولايتين للرئيس.
- مرسوم القضاء لعام 1789.
- مرسوم مقر الحكومة الأمريكية عام 1790 والذي ينص على تخصيص مقاطعة كولومبيا (القريبة من نهر بوتوماك Potomac) كمقر دائم للحكومة الأمريكية والتي سميت فيما بعد واشنطن دي سي لتصبح عاصمة الولايات المتحدة الأمريكية.
- في عهده وبالتحديد عام 1794 اندلع تمرد عرف بتمرد الويسكي والذي سببه فرض ضرائب على الويسكي في غرب بنسلفانيا، وفشل التمرد وقُبِضَ على اثنين منحهما واشنطن عفوا رئاسيا.

### الرئاسة
في عام 1789 تولى جورج واشنطن رئاسة الولايات المتحدة الأمريكية بالإجماع وبذلك يكون أول رئيس أمريكي يفوز بالانتخابات الرئاسية بنسبة 100%، حدد مجلس الشيوخ الأمريكي راتب جورج واشنطن بـ 25.000 دولار بالعام (كان رقما ذا قيمة أكبر ذلك الوقت)، لكنه رفض الراتب حيث كان يرى نفسه خادمًا عامًا للدولة والوطن، لكنه وافق في النهاية بعد حث طويل ومستمر من مجلس الشيوخ الأمريكي.

## معرض صور

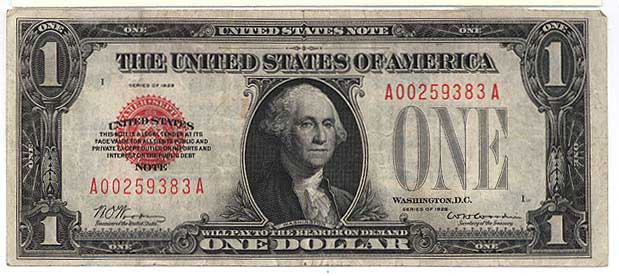
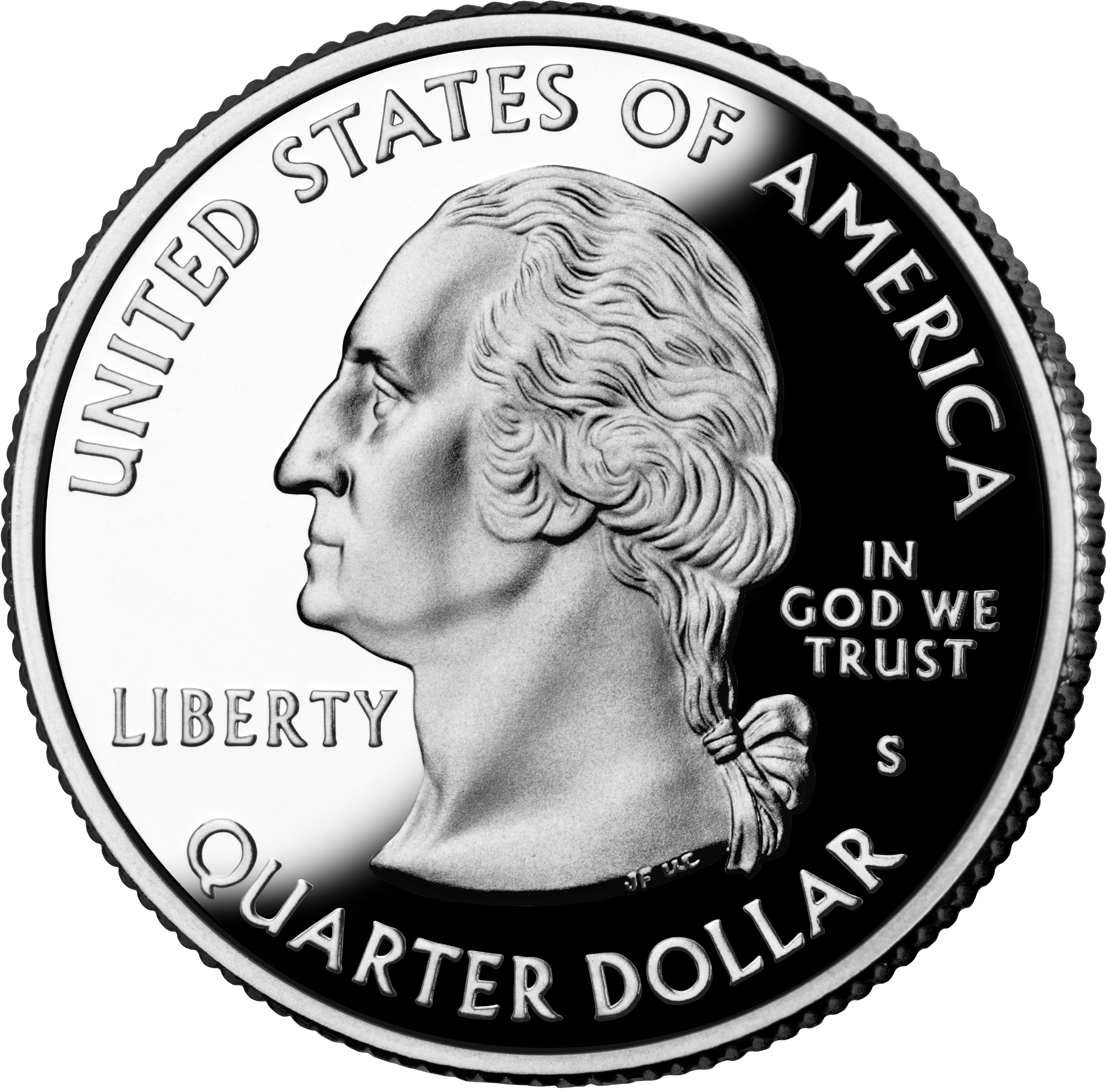
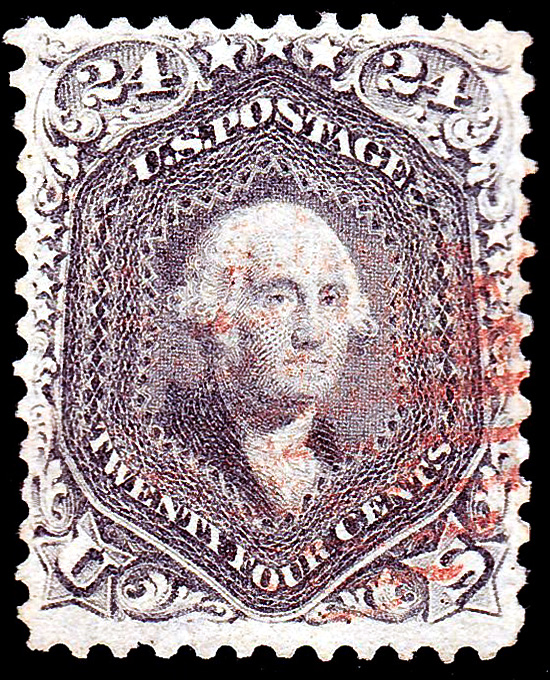
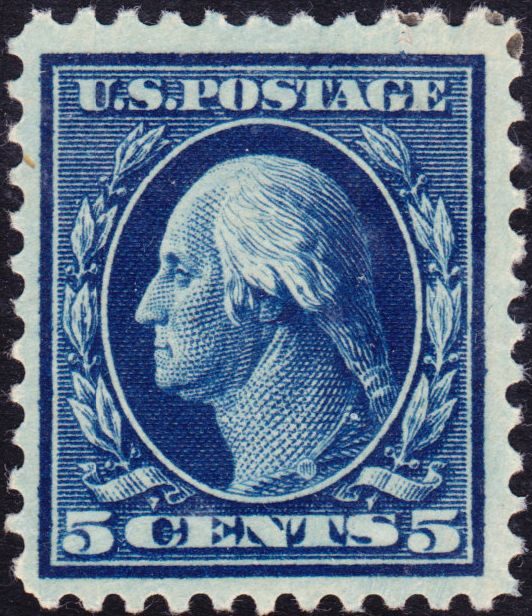

## روابط خارجية
- جورج واشنطن على موقع الموسوعة البريطانية (الإنجليزية)
- جورج واشنطن على موقع ألو سيني (الفرنسية)
- جورج واشنطن على موقع ميوزك برينز (الإنجليزية)
- جورج واشنطن على موقع أول موفي (الإنجليزية)
- جورج واشنطن على موقع إن إن دي بي (الإنجليزية)